# Algebra
Algebra is een tak van de wiskunde die zich richt op het werken met symbolen en vergelijkingen om problemen op te lossen. In plaats van alleen met getallen te rekenen (rekenkunde), maakt algebra gebruik van variabelen zoals {\displaystyle x} en {\displaystyle y}. Deze variabelen vertegenwoordigen onbekende waarden, en kunnen met elkaar samenhangen in formules.
Elementaire algebra is de bekendste vorm van algebra die op scholen wordt onderwezen. Een belangrijk doel in elementaire algebra is het vinden van verbanden tussen variabelen en het oplossen van vergelijkingen. In de vergelijking {\displaystyle 2x+3=7} kan men bijvoorbeeld de waarde van {\displaystyle x} uitrekenen door een aantal algebraïsche stappen te volgen. Lineaire algebra is een nauw verwant deelgebied dat zich bezighoudt met het oplossen van lineaire vergelijkingen en stelsels, wat onder meer relevant is voor de beschrijving van vectoren.
Abstracte algebra gaat nog een stap verder, en bestudeert algebraïsche structuren, zoals groepen, ringen en velden en de regels waarmee deze zijn te beschrijven. Het is een generalisatie van de elementaire algebra, en wordt gebruikt als basis voor bijvoorbeeld algebraïsche meetkunde en algebraïsche getaltheorie. Algebra speelt een cruciale rol in het doorgronden van patronen, het modelleren van situaties uit de echte wereld en het maken van voorspellingen. Het wordt toegepast in veel vakgebieden, zoals wetenschap, techniek, logica, economie en informatica.
Algebraïsche methoden werden voor het eerst toegepast in de oudheid, veelal om concrete meetkundige problemen op te lossen. Wiskundige redeneringen werden later in de geschiedenis steeds ingewikkelder, waarvoor een strakker systeem van symbolen nodig was. Halverwege de 19e eeuw breidde de reikwijdte van algebra zich uit naar de theorie van complexere algebraïsche bewerkingen. De basisprincipes van algebra – zoals het werken met termen, vergelijkingen en formules – vormen de fundamenten voor meer geavanceerde onderwerpen in de wiskunde. Hierbij is te denken aan topologie, differentiaal- en integraalrekening en wiskundige logica.

## Etymologie

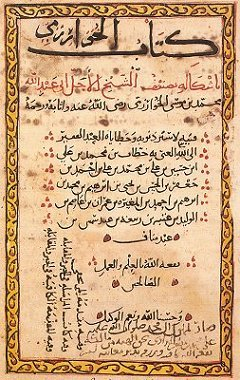
Een bladzijde uit het boek al-djabr

Omstreeks het jaar 820 schreef de Perzische wiskundige Al-Chwarizmi in het Arabisch een boek over het rekenen met letters: hisab al-djabr wa al-muqabala (Arabisch: حساب الجبر و المقابلة). Het woord al-djabr uit de titel van dat boek betekent hereniging, verbinding of vervollediging en gaf aanleiding tot het algemene gebruik van het woord algebra in het Westen.
Het Nederlandse woord 'stelkunde' dat Simon Stevin probeerde in te voeren, werd nooit helemaal aanvaard.

## Afbakening
Oorspronkelijk was algebra een veralgemening van de rekenkunde waarin letters de rol van getallen overnamen. Rond 1800 bestond algebra uit het gebruik van letters om "de verbeelding te bevrijden" (Gottfried Wilhelm Leibniz) bij het uitvoeren van rekenkundige bewerkingen en het oplossen van vergelijkingen.
In de loop van de 19de eeuw maakte de algebra zich los van de rechtstreekse band met getallen en rekenkunde, en werden abstracte structuren gedefinieerd aan de hand van enkele elementaire eigenschappen van de bekende getallenverzamelingen: groepen, ringen, lichamen en vectorruimten. De algebra onderging een wiskundige revolutie die erin bestond dat ze zich verwijderde van het rekenwerk en zich ging toespitsen op het onderscheiden en benutten van de structurele basis van de wiskunde.
Men onderscheidt thans ook een dergelijke abstracte structuur die een algebra heet, en die bestaat uit een vectorruimte uitgerust met een vermenigvuldiging van vectoren.

## Deelgebieden
Op grond van de hierboven aangehaalde historische evolutie onderscheidt men meestal twee 'niveaus' in de algebra:
- Elementaire algebra
- Abstracte algebra

Daarnaast hebben zich in sommige toepassingsgebieden van de wiskunde afzonderlijke onderzoeksdomeinen ontwikkeld die een welbepaalde toepassing van de elementaire of de abstracte algebra inhouden:
- Financiële algebra: bestudeert de algebra die zich met geld, beleggingen, rekeningen en dergelijke financiële zaken bezighoudt.
- Computeralgebra: bestudeert algoritmen voor de symbolische manipulatie van wiskundige objecten.

### Elementaire algebra
Zie Elementaire algebra voor het hoofdartikel over dit onderwerp.
De elementaire algebra bestudeert de eigenschappen van rekenkundige bewerkingen waarbij letters worden gebruikt om numerieke constanten en variabelen aan te duiden. Ook de regels die gelden voor uitdrukkingen en vergelijkingen met deze symbolen, worden bestudeerd.
In eerste instantie vormt de algebra een ondersteuning van het hoofdrekenen, een belangrijke praktische vaardigheid in het precomputertijdperk. Door het gebruik van letters kunnen algemene formules worden beschreven waarin men dan naar believen geschikte getallen kan invullen om een berekening eenvoudiger te maken. In dit verband nemen de merkwaardige producten een bijzondere plaats in; zo kan bijvoorbeeld het kwadraat van een getal van 2 cijfers worden uitgerekend door het getal te splitsen in tientallen en eenheden:
{\displaystyle (10T+E)^{2}=100T^{2}+20TE+E^{2}}
waarvoor men alleen de tafels van vermenigvuldiging tot {\displaystyle 10\times 10} hoeft uit het hoofd te kennen.
De belangrijkste toepassing van elementaire algebra ligt evenwel in het oplossen van vergelijkingen. In een algebraïsche vergelijking worden twee uitdrukkingen aan elkaar gelijkgesteld waarin alleen getallen, lettersymbolen en de vier rekenkundige hoofdbewerkingen (met eventuele haakjes) voorkomen; door toepassing van elementaire rekenregels kan een algebraïsche vergelijking altijd worden herschreven als de voorwaarde dat een polynoom gelijk is aan 0. Het oplossen van een vergelijking is het vinden van de precieze verzameling getallen die in de lettersymbolen kunnen worden ingevuld opdat de gelijkheid zou voldaan zijn, de zogenaamde nulpuntsverzameling van het polynoom.
Algemener kan men een stelsel van meer vergelijkingen bestuderen; de oplossingsverzameling is dan de doorsnede van de oplossingsverzamelingen van de afzonderlijke vergelijkingen.
Sommige vergelijkingen of stelsels kunnen met elementaire middelen worden opgelost, zoals de lineaire vergelijking en de vierkantsvergelijking; anderen hebben aanleiding gegeven tot geheel nieuwe onderzoeksdomeinen. De meetkundige voorstelling van de oplossingsverzameling van een stelsel algebraïsche vergelijkigen is de algebraïsche meetkunde. De lineaire algebra is ontstaan uit de studie van stelsels van lineaire vergelijkingen.
De oplossingsverzameling van een vergelijking wordt meestal a priori beperkt tot een getallenverzameling die de auteur van het probleem als aanvaardbaar beschouwt. Of een vergelijking oplosbaar is, hangt natuurlijk sterk af van die keuze: de vergelijking {\displaystyle x+1=0} heeft geen oplossingen voor {\displaystyle x} binnen de verzameling {\displaystyle \mathbb {N} } der natuurlijke getallen, maar wel binnen de gehele of de rationale getallen.
Historisch is vaak het omgekeerde gebeurd: omdat een bepaalde vergelijking geen oplossing had, hebben mensen de verzameling der "aanvaardbare" getallen kunstmatig uitgebreid. De uitvinding van negatieve getallen is een dergelijke kunstgreep om alle vergelijkingen met optellingen zoals {\displaystyle x+1=0} oplosbaar te maken. Breuken zijn een uitbreiding van de gehele getallen om vergelijkingen zoals {\displaystyle 3x=2} op te lossen. De complexe getallen bieden en oplossing voor {\displaystyle x^{2}+1=0,} en het symbool {\displaystyle {\sqrt {a}}} voor de vierkantswortel betekent niets anders dan "de (of een) oplossing van de vergelijking {\displaystyle x^{2}=a}".
Een diofantische vergelijking is een algebraïsche vergelijking waarbij men eist dat de oplossingen gehele getallen zijn. De getaltheorie is ontstaan uit de studie van diofantische vergelijkingen.

### Abstracte algebra
Zie Abstracte algebra voor het hoofdartikel over dit onderwerp.
De abstracte algebra bestudeert algebraïsche structuren zoals lichamen, groepen en ringen. De lineaire algebra, die vectorruimten en bijbehorende lineaire transformaties bestudeert, kan worden opgevat als onderdeel hiervan maar bekleedt toch een eigen plaats door het grote aantal rechtstreekse toepassingen buiten de wiskunde.
De abstracte algebra staat niet los van de elementaire algebra, maar is eruit ontstaan omdat abstracte structuren een cruciaal nieuw inzicht verschaften in moeilijke elementaire problemen.
De groepentheorie bestudeert abstracte bewerkingen, groepsbewerkingen genaamd, die de volgende eigenschappen gemeen hebben met de optelling van gehele getallen:
- associativiteit: bij het samenstellen van een element met het resultaat van de samenstelling van twee andere elementen, hangt het eindresultaat niet af van de plaatsing van de haakjes;
- neutraal element: er bestaat een element dat, samengesteld met eender welk ander element, als resultaat dat andere element oplevert;
- inversen: voor ieder element bestaat een ander element dat ermee samengesteld het neutraal element oplevert.

Men spreekt van een commutatieve of abelse groep als bovendien het resultaat niet afhangt van de volgorde der elementen.
Groepen zijn de zuiverste abstractie van het begrip symmetrie.
De ringtheorie kijkt naar combinaties van twee bewerkingen, op een abstract niveau vergelijkbaar met de optelling en de vermenigvuldiging van gehele getallen of de optelling en vermenigvuldiging van veeltermen. De eerste bewerking vormt een abelse groep, terwijl de tweede bewerking er in een bepaalde zin compatibel mee moet zijn (distributiviteit).
Bij een lichaam wordt ook de omkeerbaarheid van de vermenigvuldiging geëist; dit naar analogie met het rekenen in de rationale, reële of complexe getallen. De Galoistheorie bestudeert de bijzondere relatie tussen een lichaam en zijn deellichamen aan de hand van groepentheorie.
In de lineaire algebra is een vectorruimte een abstractie van de coördinatenruimte waarin meetkunde wordt bedreven; ze bestaat enerzijds uit een lichaam waarvan de elementen "scalairen" heten (naar analogie met de reële getallen), en anderzijds uit "vectoren" die bij elkaar kunnen worden opgeteld en die met een scalair kunnen worden vermenigvuldigd.
Van deze vier basisstructuren zijn inmiddels tientallen varianten, specialisaties en veralgemeningen beschreven, die allemaal specifieke toepassingen hebben voor het oplossen van problemen uit de elementaire algebra of uit andere takken van de wiskunde. Het reeds aangehaalde artikel Algebraïsche structuur somt er nog enkele op.
Tussen twee objecten van dezelfde categorie (bijvoorbeeld twee groepen) onderscheidt men morfismen: afbeeldingen tussen de abstracte verzamelingen die de bewerkingsstructuur respecteren. Een groepshomomorfisme tussen twee groepen {\displaystyle (G,\cdot )} en {\displaystyle (H,*)} is een afbeelding tussen de onderliggende verzamelingen {\displaystyle f:G\to H:g\mapsto f(g)} die als volgt de groepsbewerking bewaart:
{\displaystyle \forall g_{1},g_{2}\in G:f(g_{1}\cdot g_{2})=f(g_{1})*f(g_{2})}
Een omkeerbaar morfisme heet isomorfisme. Als tussen twee objecten (verzamelingen met een bewerking) een isomorfisme bestaat, zijn ze in algebraïsch opzicht volkomen gelijkwaardig.
Een typisch probleem van de abstracte algebra bestaat erin, de objecten van een gegeven categorie te classificeren op isomorfisme na. Een van de merkwaardigste resultaten van de 20ste-eeuwse algebra is de classificatie van eindige enkelvoudige groepen.
De homologische algebra bestudeert niet één specifieke categorie van structuren, maar algemene ketencomplexen waarvan de objecten tot tamelijk algemene categorieën kunnen behoren; ze is ontstaan uit de behoefte om technieken van de algebraïsche topologie aan te wenden bij de studie van objecten die niet a priori met topologie te maken hebben.
algebra · lineaire algebra · meetkunde · goniometrie · rekenkunde · integraalrekening · getaltheorie · speltheorie · groepentheorie · verzamelingenleer · statistiek · kansrekening · topologie